# Toronto Blizzard
Toronto Blizzard – kanadyjski klub piłkarski z Toronto  w prowincji Ontario. Drużyna występowała w lidze NASL, a jego domowym obiektem był Varsity Stadium. Zespół istniał w latach 1971–1984.

## Historia
Klub został założony w 1971 roku przez jako Toronto Metros i w tym samym roku przystąpił do ligi NASL. W 1975 roku drużyna przeszła fuzję z Toronto Croatia, której większość zawodników wkrótce przeszła do lokalnego rywala i od tej chwili klub występował pod nazwą Toronto Metros-Croatia. W sezonie 1976 klub zdobył mistrzostwo ligi NASL.
1 lutego 1979 roku stacja telewizyjna Global Television Network wykupiła za 2 600 000 dolarów amerykańskich 85% udziałów w klubie, po czym klub zmienił swoją nazwę na Toronto Blizzard. Klub dwukrotnie dotarł do finału Soccer Bowl (1983 – przegrana 2:0 z Tulsa Roughnecks, 1984 – przegrana 2:0 z Chicago Sting). Po sezonie 1984 klub został rozwiązany.
W latach 1986–1993 istniała drużyna Toronto Blizzard występująca w lidze CNSL.

## Sezon po sezonie
| Sezon     | Liga        | Faza zasadnicza | Faza zasadnicza | Faza zasadnicza | Faza zasadnicza | Faza zasadnicza | Faza zasadnicza                                         | Playoff                | Śr. frekwencja |
| Sezon     | Liga        | M               | Z               | R               | P               | Pkt             | Miejsce                                                 | Playoff                | Śr. frekwencja |
| --------- | ----------- | --------------- | --------------- | --------------- | --------------- | --------------- | ------------------------------------------------------- | ---------------------- | -------------- |
| 1971      | NASL        | 24              | 5               | 10              | 9               | 89              | 3.miejsce, Dywizja Północna                             | Nie zakwalifikował się | 5 993          |
| 1972      | NASL        | 14              | 4               | 6               | 4               | 53              | 4.miejsce, Dywizja Północna                             | Nie zakwalifikował się | 7 173          |
| 1973      | NASL        | 19              | 6               | 4               | 9               | 89              | 1.miejsce, Dywizja Północna                             | Półfinał               | 5 961          |
| 1974      | NASL        | 20              | 9               | 10              | 1               | 87              | 2.miejsce, Dywizja Północna                             | Nie zakwalifikował się | 3 458          |
| 1975      | NASL        | 22              | 13              | 9               | 0               | 114             | 2.miejsce, Dywizja Północna                             | Ćwierćfinał            | 6 271          |
| 1975      | Halowa NASL | 2               | 1               | 1               | 0               | 2               | 4.miejsce, Region 1                                     | Nie zakwalifikował się |                |
| 1976      | NASL        | 24              | 15              | 9               | 0               | 123             | 2.miejsce, Konferencja Atlantycka, Dywizja Północna     | Soccer Bowl            | 5 555          |
| 1976      | Halowa NASL | 2               | 1               | 1               | 0               | 2               | 3.miejsce, Region Midwest                               | Nie zakwalifikował się |                |
| 1977      | NASL        | 26              | 13              | 13              | 0               | 115             | 1.miejsce, Konferencja Atlantycka, Dywizja Północna     | Ćwierćfinał            | 7 321          |
| 1978      | NASL        | 30              | 16              | 14              | 0               | 144             | 3.miejsce, Konferencja Narodowa, Dywizja Zachodnia      | Pierwsza runda         | 6 233          |
| 1979      | NASL        | 30              | 14              | 16              | 0               | 133             | 3.miejsce, Konferencja Narodowa, Dywizja Zachodnia      | Pierwsza runda         | 11 821         |
| 1980      | NASL        | 32              | 14              | 18              | 0               | 128             | 3.miejsce, Konferencja Narodowa, Dywizja Zachodnia      | Ćwierćfinał            | 15 043         |
| 1980/1981 | Halowa NASL | 18              | 5               | 13              | 0               | –               | 4.miejsce, Dywizja Północna                             | Nie zakwalifikował się | 5 702          |
| 1981      | NASL        | 32              | 7               | 25              | 0               | 77              | 4.miejsce, Dywizja Zachodnia                            | Nie zakwalifikował się | 7 287          |
| 1981/1982 | Halowa NASL | 18              | 8               | 10              | 0               | –               | 2.miejsce, Konferencja Amerykańska, Dywizja Amerykańska | Nie zakwalifikował się | 5 142          |
| 1982      | NASL        | 32              | 17              | 15              | 0               | 151             | 3.miejsce, Dywizja Zachodnia                            | Pierwsza runda         | 8 105          |
| 1983      | NASL        | 30              | 16              | 14              | 0               | 135             | 3.miejsce, Dywizja Zachodnia                            | Finał                  | 11 630         |
| 1984      | NASL        | 24              | 14              | 10              | 0               | 117             | 2.miejsce, Dywizja Zachodnia                            | Finał                  | 11 452         |

## Osiągnięcia
| - Soccer Bowl: 1976 - Finał Soccer Bowl: 1983, 1984 Jedenastka Sezonu NASL - 1973: Brian Rowan, Fernando Pinto, Ian McPhee - 1982: Ace Ntsoelengoe - 1984: Bruce Wilson Jedenastka Dublerów NASL - 1971: Felix Correia - 1972: Dick Howard, Brian Rowan - 1983: Bruce Wilson, David Byrne - 1984: Paul Hammond, Jimmy Nicholl, David Byrne |  | Wyróżnienia NASL - 1971: Ian MacHattie - 1974: Brian Rowan, Fernando Pinto - 1975: Brian Rowan - 1976: Wolfgang Sühnholz - 1982: Jan Möller, Bruce Wilson, David Byrne - 1984: Ace Ntsoelengoe Canadian Soccer Hall of Fame - 2010: Drużyna z sezonu 1976 |

## Trenerzy
- 1976:  Domagoj Kapetanović
- 1978:  Domagoj Kapetanović
- 1979–1981:  Ted Dumitru
- 1982–1984:  Dragan Popovic

## Piłkarze
- Cliff Calvert
- David Fairclough
- Colin Franks
- George Gibbs
- Jimmy Greenhoff
- Steve Harris-Byrne
- Jimmy Kelly
- Alec Lindsay
- Alan Merrick
- Dave Needham
- Phil Parkes
- Brian Talbot
- Juan Carlos Molina
- Clyde Best
- Ivair Ferriera
- Filip Blašković
- Filip Blašković
- Ivica Grnja
- Stjepan Loparić
- Ivan Lukačević
- Damir Sutevski
- Drago Vabec
- Conleth Davey
- Dave Henderson
- Jimmy Nicholl
- Tibor Gemeri
- Blagoje Tamindžić
- Renard Moxam
- Nick Albanis
- Aldo D'Alfonso
- Željko Bilecki
- Brian Budd
- Tony Chursky
- Pasquale de Luca
- Charlie Falzon
- Tibor Gemeri
- Sven Habermann
- Graham Hately
- Robert Iarusci
- Paul James
- Victor Kodelja
- Sam Lenarduzzi
- Trevor McCallum
- Mike McLenaghen
- Dave McQueen
- Colin Miller
- Randy Ragan
- Peter Roe
- Gordon Sweetzer
- Gordon Wallace
- Bruce Wilson
- Sven Habermann
- Arno Steffenhagen
- Damian Ogunsuyi
- José Velásquez
- Juan Carlos Ramirez Gaston
- Eusébio
- David Byrne
- Ace Ntsoelengoe
- John Paskin
- Neill Roberts
- Jomo Sono
- Julius Sono
- Geoff Wegerle
- Robert Godoka
- Dan Counce
- Paul Hammond
- Jim McAlister
- Alan Merrick
- Derek Spalding
- Jimmy Bone
- Drew Busby
- Alex Cropley
- Duncan Davidson
- Peter Lorimer
- Willie McVie
- Charlie Mitchell
- Bobby Prentice
- Malcolm Robertson
- Derek Spalding
- Tore Cervin
- Conny Karlsson
- Jan Möller
- Gungor Tekin
- Alessandro Abbondanza
- Roberto Bettega
- Francesco Morini
- Marino Perani